# Ta-djeser
Ta-djeser ist die altägyptische Bezeichnung des Lichtlands in der Duat. In der ägyptischen Mythologie galt Ta-djeser als zugeteilte Region für die Verstorbenen, die nach dem positiven Urteil des Totengerichts mittels Überquerung des heiligen unterirdischen Sees der Reinigung erreicht wurde.
Aus den Berichten des Nutbuchs geht hervor, dass die Götter sich als Chatiu im Totenreich regenerierten, um später gemeinsam mit Re neu geboren zu werden.